# Cartouche – mästertjuven
Cartouche – mästertjuven, fransk-italiensk film från 1962.

## Rollista (i urval)
- Jean-Paul Belmondo - Louis-Dominique Bourguignon alias Cartouche
- Claudia Cardinale - Vénus
- Marcel Dalio - Malichot
- Jean Rochefort - La Taupe
- Jess Hahn -   La Douceur
- Odile Versois - Isabelle de Ferrussac